# Polistes rufidens
Polistes rufidens är en getingart som beskrevs av Henri Saussure 1853. Polistes rufidens ingår i släktet pappersgetingar, och familjen getingar. Inga underarter finns listade i Catalogue of Life.